# Symphony of Science
Symphony of Science est un projet musical créé par le musicien électronique américain John Boswell. Il a pour objectif de « répandre le savoir scientifique et la philosophie à travers des remix musicaux ». 

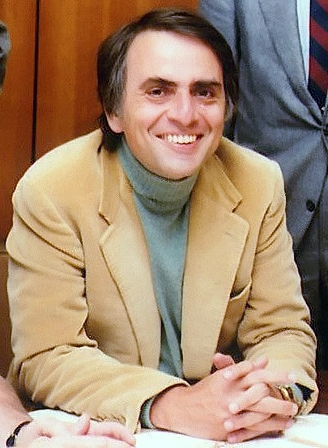
La série Cosmos, animée par Carl Sagan, a fortement inspiré la création de Symphony of Science.

Pour ce faire, Boswell réalise des corrections de timbre d'extraits audio et vidéo d'émissions de télévision présentant des scientifiques et éducateurs populaires. Il en fait un mashup sur fond de compositions musicales. Ainsi, deux des vidéoclips de Boswell, A Glorious Dawn et We are All Connected, mettent en scène Carl Sagan, Richard Feynman, Neil deGrasse Tyson, Bill Nye et Stephen Hawking tirés d'extraits audio vidéo des émissions Cosmos, Les Mystères de l'Univers, The Eyes of Nye (en), L'Univers élégant et Stephen Hawking's Universe (en).

## Vidéographie
- A Glorious Dawn
- We Are All Connected
- Our Place in the Cosmos
- The Unbroken Thread
- The Poetry of Reality (An Anthem for Science)
- The Case for Mars
- A Wave of Reason
- The Big Beginning
- Ode to the Brain
- Children of Africa (The Story of Us)
- The Quantum World
- Onward to the Edge
- The Greatest Show on Earth